# Jean-Baptiste Maugérard
Jean-Baptiste Maugérard (* 29. April 1735 in Auzéville-en-Argonne (heute Teil von Clermont-en-Argonne); † 15. Juli 1815 in Metz) war Bibliothekar, Buchhändler und ein sogenannter „Büchermarder“, über Jahrzehnte stahl er Bücher aus verschiedensten Bibliotheken. Er war ursprünglich ein Benediktinermönch und Bibliothekar aus der Kongregation de St. Vanne und erhielt daher Zugang zu wertvollen Büchern und Handschriften. 
Er legte bereits als 16-Jähriger sein Ordensgelübde ab und lebte von ca. 1758 bis 1790 in der Abtei St. Arnulf. In Metz gründete und betreute er die Bibliotheken der Abtei, die des Duc de la Vallière, des Erzbischofs und späteren Premierministers Loménie de Brienne, des Dupré de Géneste und des Bischofs Montmorency-Laval. In Folge der Französischen Revolution wurden die Klöster aufgelöst, Maugérard ging daraufhin nach Paris. Aber 1792 verließ er das Land und emigrierte nach Deutschland, wo er bis 1802 blieb. Er kehrte 1802 nach Frankreich zurück und wurde dort commissaire du gouvernement pour la recherche des sciences et arts dans les quatre départements du Rhin (Archiv- und Bibliothekskommissar) zusammen mit Armand Gaston Camus. 1806 wurde er pensioniert und kaufte dann ein Haus und einen Weinberg in Metz, wo er 1815 starb. 
Die Forschung geht davon aus, dass er zeitlebens auf seinen Reisen unzählige Bibliotheken bestohlen hat. Bereits der Kölner Staatsbote in der Ausgabe vom 26. Juli 1789 warnte Bibliothekare vor Maugérard, um diese Zeit erwarb er günstig vom Bibliothekar des Erzbischofs Kanonikus Heinrich Günther eine Gutenberg-Bibel, die  auch schon damals sehr wertvoll war. Als er 1792 wieder nach Deutschland kam, war er sogar Hauptlieferant für die Bibliothek des Herzogs Ernst II. von Sachsen-Gotha-Altenburg († 1802). Die Maugérard-Handschriften sind immer noch Gegenstand der Forschung. Er verkaufte demnach Handschriften aus St. Vinzens, St. Symphorian und St. Arnulf bei Metz an verschiedene Interessenten. Aber auch die Stiftsbibliothek Xanten wurde ein Opfer. Seine Tätigkeit als Französischer Kommissar ließ ihn auch die Französische Staatsbibliothek füllen. Nach dem Frieden von Wien, der auch die Rückgabe der Beutekunst regelte, verblieben dennoch viele der Handschriften und Bücher in Paris.